# El hijo de José
El hijo de José (en francés: Le Fils de Joseph) es una película belga de género dramático escrita y dirigida por Eugène Green. Esta fue seleccionada para competir y ser estrenada en el Festival de Cine de Berlin.

## Sinopsis
La madre de Vincent siempre se negó a revelar la identidad de su padre, pero el adolescente finalmente descubre que se trata de Oscar Pormenor, un editor parisino egoísta y cínico.

## Reparto
- Victor Ezenfis como Vincent
- Natacha Régnier como Marie
- Fabrizio Rongione como José
- Mathieu Amalric como Oscar Pormenor
- Maria de Medeiros como Violette Tréfouille
- Julia de Gasquet como Bernadette
- Jacques Bonnaffé como Peasant
- Christelle Prot como Philomène
- Adrien Michaux como Philibert
- Louise Moaty como la actriz
- Claire Lefilliâtre como la cantante
- Vincent Dumestre